# Antonino Castrone
Antonino Castrone (født 3. juli 1961) er en dansk nationaløkonom. 

## Uddannelse og karriere
Efter sin studentereksamen i 1980 fra Niels Steensens Gymnasium gennemførte Antonino Castrone Forsvarets sprogofficersuddannelse i russisk. Han har siden gjort karriere i Forsvarets Reserve og har været tilknyttet denne i en længere årrække. 
I 1982 blev Antonino Castrone ansat ved den danske ambassade i Moskva, og fra 1985 til 1993 var han ansat hos Rigspolitiet. Samtidig med sin ansættelse hos Rigspolitiet færdiggjorde han sin cand.polit.-uddannelse ved Københavns Universitet.  
Fra 1993 til 2007 var Antonino Castrone ansat ved A.P. Møller-Mærsk som bl.a. økonomidirektør i A.P. Møller-Mærsks Østeuropa-region. 
I 2007 blev Antonino Castrone ansat som vice- og økonomidirektør ved Københavns Universitet. Fra 2014 til 2020 var han universitetsdirektør for Aalborg Universitet. Antonino Castrone har siden februar 2021 været administrationschef for Retsmedicinsk Institut på Københavns Universitet. 
Antonino Castrone er Ridder af Dannebrogordenen.  